# Ammiraglio d'armata
Il grado di ammiraglio d'armata era un grado della Regia Marina, superiore a quello di ammiraglio di squadra e corrisponde ai gradi di generale d'armata del Regio Esercito e generale d'armata aerea della Regia Aeronautica. Previsto dalla legge nº 1178 dell'8 luglio 1926, e riconosciuto da un decreto presidenziale del 1986 (DPR n. 545 del 18 luglio 1986), esso non viene più utilizzato dalla fine della seconda guerra mondiale e dall'istituzione della Repubblica Italiana.
Il distintivo di grado per paramano di questo grado era costituito, nella Regia Marina, da un giro di bitta, due spaghetti ed una greca, coincidente all'attuale distintivo di ammiraglio di squadra della Marina Militare.

## Storia
Il regio decreto n. 2395 dell'11 novembre 1923, «Ordinamento gerarchico dell'Amministrazione dello Stato» aveva modificato assieme agli altri vertici delle forze armate del Regno i gradi degli ammiragli, con il grado di viceammiraglio diviso in due gradi distinti, ovvero in viceammiraglio di armata e viceammiraglio di squadra. Distintivi di grado, insegne e onori per i nuovi gradi vennero specificati con il Foglio d'ordini del 7 dicembre 1923 all'articolo 4. La bandiera quadra del viceammiraglio di armata veniva issata sulla cima dell'albero di maestra. La bandiera quadra del viceammiraglio di squadra veniva issata sulla cima dell'albero di trinchetto. Al grado di viceammiraglio d'armata furono elevati Amero d'Aste, Vittorio Cerri, Umberto Cagni, Enrico Millo, Emilio Solari, Alfredo Acton, Diego Simonetti, Gustavo Nicastro.
In seguito queste denominazioni di grado furono abolite e sostituite con quelle di ammiraglio d'armata e di ammiraglio di squadra, per effetto della legge 8 giugno 1926 n. 1178, "Organizzazione della Marina", richiamata anche dal foglio d'ordini n. 168 del 23 luglio 1926. Nel 1932 venne istituita la carica di ammiraglio di squadra designato d'armata, con distintivo, insegna ed onori uguali a quelli degli ammiragli d'armata. I dettagli del grado vennero meglio precisati nel 1942. I distintivi di grado degli ammiragli d'armata furono successivamente modificati nel 1934.
L'unica differenza era che l'insegna dell'ammiraglio di squadra designato d'armata veniva issata sulla cima dell'albero di trinchetto, mentre quella dell'ammiraglio d'armata veniva issata sulla cima dell'albero di maestra.
Il grado di ammiraglio d'armata poteva essere conferito solo in caso di guerra o di mobilitazione e venne concesso a Domenico Cavagnari, Arturo Riccardi e Angelo Iachino, oltre ai viceammiragli in posizione di riserva o in congedo. La designazione di ammiraglio di squadra designato d'armata poteva essere attribuita agli ammiragli di squadra che avessero comandato per almeno un anno una squadra navale e fu concessa a Ducci, Conz, Burzagli, Denti di Pirajno, Bucci, Sirianni, Bernotti, Riccardi e Pini.

## Distintivi di grado
| Grado                                    | Distintivo per controspallina | Distintivo per paramano o braccio | Insegna ed onori                   |
| ---------------------------------------- | ----------------------------- | --------------------------------- | ---------------------------------- |
| Ammiraglio d'armata                      |                               |                                   | alla maestra Salve: 19 Squilli: 3  |
| Ammiraglio di squadra designato d'armata |                               | \| 1932-1942 \| 1942[3]-1946 \|   | al trinchetto Salve: 17 Squilli: 3 |
| Ammiraglio di squadra                    |                               |                                   | alla maestra Salve: 19 Squilli: 3  |
| 1932-1942                                | 1942-1946                     |                                   |                                    |